# Mami Yamasaki
Mami Yamasaki (山崎 真実 Yamasaki Mami?) (Osaka, Japón; 20 de septiembre de 1985) es una actriz y gravure idol japonesa. demás de aparecer en numerosos fotolibros, ha interpretado papeles en televisión, cine y producciones teatrales, como GōGō Sentai Bōkenger, Karate-Robo Zaborgar, la serie dramática de terror Hitokowa y la adaptación teatral de Umimachi Diary.

## Biografía
Mami nació en Osaka, Japón. Mientras estaba en la escuela secundaria representó a Osaka en una competencia nacional de gimnasia rítmica. En el 2004 ganó el premio Miss Magazine Special Reader Award en el concurso anual de gravure de Miss Magazine. Mami Yamasaki apareció en GōGō Sentai Bōkenger y ¡¡Chō Ninja Tai Inazuma!! SPARK como Shizuka del viento. Después de cambiar de compañía de administración en el 2012, Yamasaki no modeló para ningún fotolibro durante varios años, solo reanudó el modelado de fotolibros después de cumplir los 30 años. En el 2017, Mami protagonizó una adaptación teatral del manga Umimachi Diary de Akimi Yoshida. En 2018, se llevó a cabo una exposición fotográfica con fotos inéditas de ella en la Galería de Arte de Tokio. También en 2018, Mami se unió al elenco de Hitokowa, un drama de terror en el canal de cable Hikari TV.

## Filmografía
- GōGō Sentai Bōkenger: (2006)[11]
- Persona: (2008)[12]
- Teke Teke: (2009)
- The Seaside Hotel (シーサイドモーテルThe Seaside Hotel?) (2010)[13]
- Karate-Robo Zaborgar: (2011)[14]
- Love Bombs (さまよう獣 Samayou Kemono)?): (2012)[15]
- Hitokowa (ヒトコワHitokowa?): (2018)[10]
- Nishinari Goro's 400 Million Yen: (2021)[16]

## Libros de fotos
- MAMI蔵: 山崎真実初写真集 (Mamizō: Yamasaki Mami hatsushashinshūMAMI蔵: 山崎真実初写真集?), Saibunkan Shuppan, 2005, ISBN 9784775600627
- My Mami (マイマミMy Mami?), Kodansha, 2005, ISBN 9784063646573
- 21, Gakushū Kenkyūsha, 2007, ISBN 9784054031272
- Love (恋愛 Ren'ai?), Futabasha, 2008, ISBN 9784575300741
- To You (あなたへ Anata e?), Shueisha, 2011, ISBN 9784087806113
- Plain Lies (まんまとうそ Manma to uso?), Wani Books, 2017, ISBN 9784847049026
- re., Kobunsha, 2018, ISBN 9784334902261